# Комплекс кула Исе Бољетинија
Комплекс кула Исе Бољетинија (алб. Kompleksi i Kullës së Isë Boletinit), је споменик културе Србије који се налази у Бољетину, Општина Звечан. Овај споменик је категорије "архитектонске", означен је бројем 02 - 317/80.

## Историја
Комплекс кула Исе Бољетинија се налази у селу Бољетин, у општини Звечан. Куле су подигнуте као утврђење почетком 19. века. Куле Иса Бољетинија биле су рушене три пута током 1830-1832, 1892. године и два пута почетком 20. века 1908 и 1912. године